# Maizières-lès-Metz
Maizières-lès-Metz är en kommun i departementet Moselle i regionen Grand Est (tidigare regionen Lorraine) i nordöstra Frankrike. Kommunen ligger i kantonen Maizières-lès-Metz som tillhör arrondissementet Metz-Campagne. År 2022 hade Maizières-lès-Metz 11 725 invånare.

## Befolkningsutveckling
Antalet invånare i kommunen Maizières-lès-Metz
| Referens: INSEE |